# The Sand Dune
The Sand Dune è un film del 2018 diretto da Brandon Bender.

## Trama
Aylin e Jake si incontrano e si innamorano in un piccolo bar sulla spiaggia sulla costa del Texas ma la loro storia dura poco. Dopo dieci anni si ritrovano e il destino è pronto a dare loro una seconda possibilità.

## Distribuzione
Il film è stato distribuito nel 2018.